# Biszr al-Chasawina
Biszr al-Chasawina, arab. ‏بشر الخصاونة‎ (ur. 27 stycznia 1969) – jordański dyplomata i polityk, doradca jordańskiego króla Abd Allaha II ibn Husajna w dziedzinie komunikacji i koordynacji działań Królewskiego Dworu Haszymidów. Był ministrem ds. prawnych w latach 2017–2018, jak też ministrem spraw zagranicznych Jordanii w latach 2016–2017. Al-Chasawina pracował jako ambasador Jordanii w Egipcie, Francji, Kenii, Etiopii, Unii Afrykańskiej, Lidze Państw Arabskich i UNESCO. Był też głównym koordynatorem i dyrektorem biura procesu i negocjacji pokojowych w Jordanii.

## Życiorys
Ma dyplom licencjata Uniwersytetu Jordańskiego w dziedzinie nauk prawnych. Ukończył również studia na temat kontr-radykalizacji i antyterroryzmu na National Defense University i w dziedzinie polityki publicznej na Harvardzie, w szkole John F. Kennedy School of Government. Studia magisterskie odbył w londyńskiej School of Oriental and African Studies, ukończywszy je z dyplomem w dziedzinie stosunków międzynarodowych, dyplomacji i ekonomii. Kolejny dyplom magistra i doktora, tym razem w dziedzinie prawa międzynarodowego, zdobył na London School of Economics.
Od 12 października 2020 do 15 września 2024 sprawował urząd premiera Jordanii.
Odznaczony Orderem Gwiazdy Jordanu III klasy oraz Orderami Niepodległości Jordanii I i II klasy.